# Joan Oliva (cartògraf)
|  | Aquest article tracta sobre cartògraf mallorquí dels segles XVI i XVII. Vegeu-ne altres significats a «Joan Oliva (desambiguació)». |

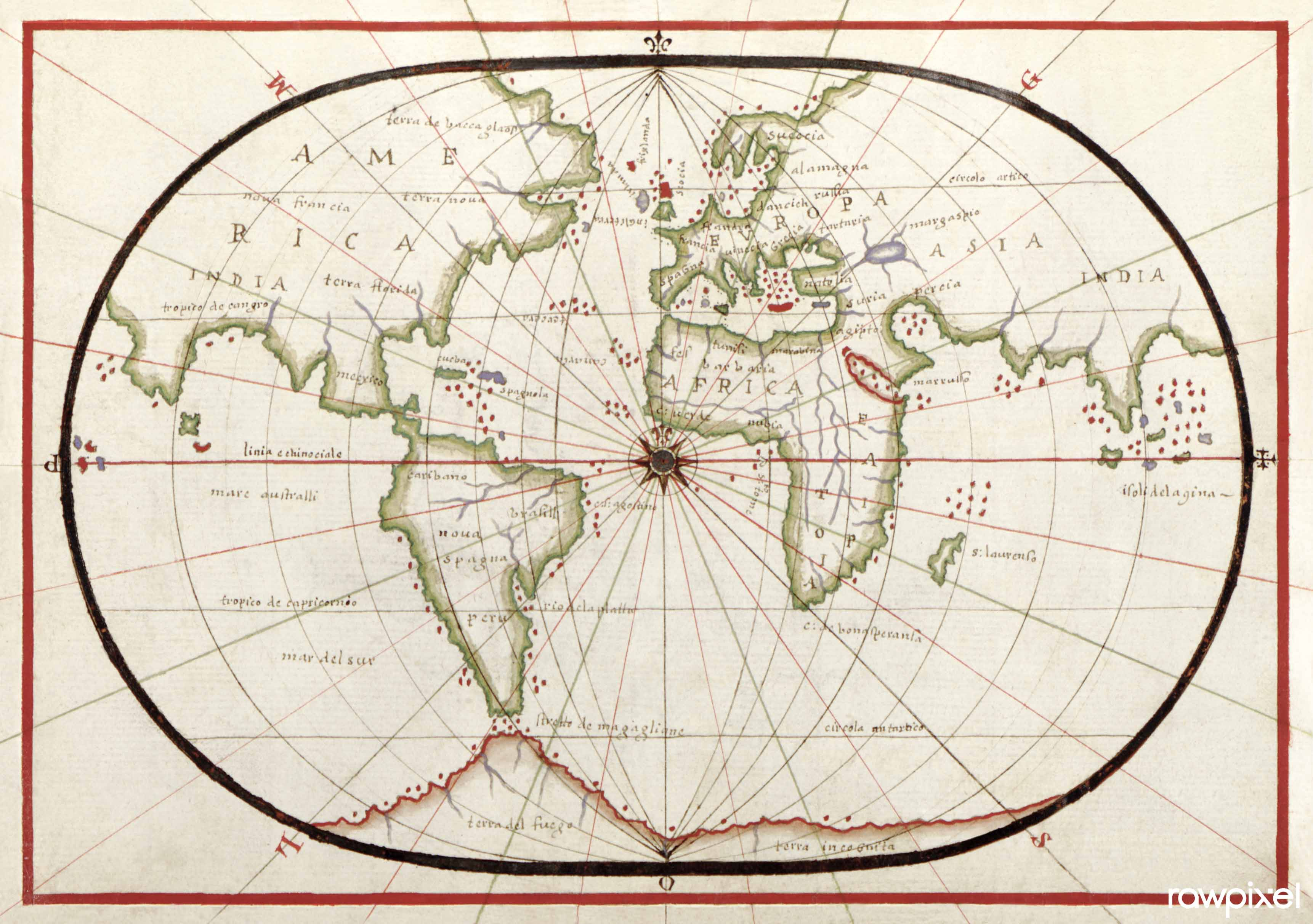
Mapamundi en projecció oval, dins lAtlas portolà del Mediterrani, Europa Occidental i costa nord-oest d'Àfrica (1590). Biblioteca del Congrés dels Estats Units

Joan Oliva (1589-1650) fou un cartògraf mallorquí, el més destacat de la cèlebre família de cartògrafs Oliva (o Olives)
Treballà principalment a Messina, segurament juntament amb el seu germà Jaume Oliva, mariner. Altres cartògrafs de la família foren Bartomeu Oliva, Domènec Oliva, Jaume Oliva, Salvador Oliva i Plácido Caloiro Oliva, tots amb producció entre els segles XVI i XVII.
Es conserven treballs de Joan Oliva en diversos museus i col·leccions particulars. Entre d'altres:
- Fundació Bartomeu March: atles de 1582 i 1614 fets a Messina, i una carta nàutica de 1620 feta a Livorno[3]

- Museu Marítim de Barcelona: atles nàutic de 1592 fet a Messina[4]
- Biblioteca del Congrés d'Estats Units: atles portolà del Mediterrani, Europa Occidental i la costa nord-oest d'Àfrica, amb una projecció oval de tot el món, de 1590.[5]

També va elaborar mapamundis i mapes de l'Atlàntic i de les costes d'Àsia